# His New Job
His New Job (br: Seu novo emprego / pt: A estreia de Charlot) é um filme mudo estadunidense de curta-metragem de 1915, do gênero comédia, produzido por Jess Robbins para o Estúdios Essanay, e escrito, dirigido e protagonizado por Charles Chaplin. Foi o seu primeiro filme na Essanay.

## Sinopse

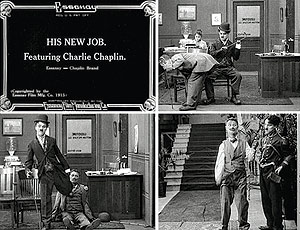
Cenas do filme.

Quando um dos atores de um filme não aparece no estúdio, o Vagabundo tem a chance de substituí-lo. Enquanto espera ser chamado, ele irrita os outros candidatos que também estão esperando. Quando, finalmente, ele é chamado para atuar, estraga tudo, destruindo o cenário e rasgando o vestido da atriz com quem estava contracenando.

## Elenco
- Charles Chaplin .... substituto
- Ben Turpin .... substituto
- Charlotte Mineau .... substituta
- Leo White .... ator
- Robert Bolder .... presidente do estúdio
- Charles J. Stine .... diretor
- Arthur W. Bates .... Carpenter
- Jess Robbins .... cameraman

## Histórico
Foi a primeira vez que o nome de Chaplin foi creditado no início do filme. Em seus filmes anteriores, da Keystone Studios, nenhuma vez tinha aparecido o seu nome nos créditos iniciais.